# Genevieve O'Reilly
Genevieve O'Reilly, född 6 januari 1977 i Dublin, är en irländsk skådespelare.
O'Reilly är känd för sina roll som Mon Mothma i Star Wars-franchisen. Hon har medverkat i filmerna Star Wars: Episod III – Mörkrets hämnd och Rogue One: A Star Wars Story, och TV-serierna Star Wars Rebels, Andor och Ahsoka.

## Filmografi (i urval)
- 2003 – Matrix Reloaded
- 2003 – Matrix Revolutions
- 2005 – Star Wars: Episod III – Mörkrets hämnd
- 2009 – Young Victoria
- 2014 – The Honourable Woman (TV-serie)
- 2016 – Legenden om Tarzan
- 2016 – Rogue One: A Star Wars Story
- 2017 – Star Wars Rebels (TV-serie)
- 2017 – Snömannen
- 2019 – Tolkien
- 2022 – Andor (TV-serie)
- 2023 – Ahsoka (TV-serie)